# Азад, Шамим
Шамим Азад (бенг.: শামীম আজাদ; родилась 11 ноября 1952 года) — британский двуязычный поэт, прозаик бангладешского происхождения.

## Биография

### Начало пути
Азад родилась в Майменсинге — Дакка, Восточная Бенгалия (ныне Бангладеш)- где в то время работал ее отец. Училась в средней школе для девочек в Джамалпура и сдала промежуточный экзамен в колледже Тангайл Кумудини в 1969 году. Окончила Даккский университет и получила диплом с отличием в 1972 году, а степень магистра — в 1973 году.
В 1990 году Азад переехала в Англию.

### Карьера
Творчество Азада разножанрово, основано на азиатскх устных традициях и наследии.
Она опубликовала 35 книг, включая романы, сборники рассказов, эссе и стихи на английском и бенгальском языках, также ее произведения включены в различные сборники, написала две пьесы для Half Moon Theatre. Она работала с композиторами Ричардом Блэкфордом, Керри Эндрю, хореографом Розмари Ли, визуальным художником Робином Уайтмором и драматургом Мэри Купер.
Она очень много выступает перед своими читателями. Является попечителем благотворительной акции One World Action и Rich Mix в Бетнал Грин, Лондон. Она является директором школы и председателем Бишво Шахитто Кендро (Всемирного литературного центра) в Лондоне. Азад является частью группы, повествующей истории Востока, в которую приглашает и местных жителей с просьбой присоединиться к ней и поделиться богатой и разнообразной историей иммиграции Восточного региона.

## Награды
Азад получила бангладешскую премию « Бичитра» в 1994 году, премию "Художник года "от London Arts в 2000 году, премию «Сонджоджон-Руф» (англ. Sonjojon - A Rouf) в 2004 году и британскую премию «Гражданская награда» (англ. Civic Award в 2004 году . Премия Community Champions Award 2014 года от компании Canary Wharf group PLC.В 2016 году она была удостоена «Литературной премии Сайеда Валиуллы», которая присуждается Академией Бангла (en:Bangla Academy)